# Nicotina
La nicotina es un compuesto orgánico, un alcaloide encontrado principalmente en la planta del tabaco (Nicotiana tabacum), con alta concentración en sus hojas (constituye cerca del 5 % del peso de la planta y entre el 0,6 % y el 3 % del peso del tabaco seco) y estando también presente en otras plantas de la familia Solanácea, aunque de forma marginal (en el rango de 2–7 µg/kg), como en el caso del tomate, la berenjena, el pimiento y la patata. En cantidades aún más marginales, ha sido encontrada en otras plantas como la coliflor, la pimienta verde o el té negro. Se sintetiza en las zonas de mayor actividad de las raíces de las plantas del tabaco y es transportada por la savia a las hojas verdes. El depósito se realiza en forma de sales de ácidos orgánicos.
La nicotina es altamente adictiva. Toxicológicamente se considera un veneno e históricamente se ha utilizado como insecticida. Sin embargo, en bajas concentraciones, la sustancia es un estimulante y es uno de los principales factores de adicción al tabaco. Es polar y soluble en agua.

## Historia
La nicotina fue nombrada a partir de la planta de tabaco Nicotiana tabacum,  que a su vez lleva el nombre del embajador francés en Portugal, Jean Nicot de Villemain, que envió el tabaco y las semillas a París en 1560, lo presentó al rey de Francia, y promovió su uso medicinal. El tabaco y sus semillas llegaron al embajador Nicot desde Brasil, enviados por Luis de Gois, un colono portugués de São Paulo. Se creía que fumar protegía contra las enfermedades, en concreto la peste. A finales del siglo XVII, no solo se fumaba sino que también se usaba como insecticida. 
Después de la Segunda Guerra Mundial, se utilizaban más de 2500 toneladas de insecticida con nicotina en todo el mundo, aunque ya en la década de 1980 el uso de insecticidas con nicotina había disminuido por debajo de las 200 toneladas. Esto fue debido a la disponibilidad de otros insecticidas más baratos y menos perjudiciales para los mamíferos.
Actualmente, la nicotina, incluso en forma de polvo de tabaco, está prohibida como pesticida para la agricultura ecológica en los Estados Unidos. En 2008, la EPA recibió una solicitud para cancelar el registro del último pesticida con nicotina registrado en los Estados Unidos y desde el 1 de enero de 2014 este plaguicida no está disponible para la venta.
La nicotina fue aislada de la planta del tabaco en 1828 por el médico alemán Wilhelm Heinrich Posselt y su compatriota, el químico Karl Ludwig Reimann, quien la consideró un veneno. Su fórmula empírica química fue descrita por Louis Melsens en 1843, y su estructura fue descubierta por Adolf Pinner y Richard Wolffenstein en 1893, y fue sintetizada por primera vez por Amé Pictet y A. Rotschy en 1904.

## Adicción a la nicotina
Fumar cigarrillos constituye la forma predominante de adicción a la nicotina en todo el mundo. Asimismo, las ventas y el consumo de productos de tabaco sin humo (por ejemplo las bolsas de nicotina o snus sueco) han aumentado substancialmente. La nicotina es una de las sustancias psicoactivas más adictivas que existen.
Actualmente la mayoría de los cigarrillos en el mercado mundial contienen entre 10 y 20 miligramos (mg) o más de nicotina. Al inhalar el humo, el fumador promedio ingiere entre 1 y 2 mg de nicotina por cigarrillo. La molécula alcanza pronto el cerebro del fumador. Al inhalar, el humo hace llegar la nicotina a los pulmones junto con las partículas de alquitrán asociadas; de ahí, pasa a la sangre por medio de los alvéolos. Entre diez a sesenta segundos después, la nicotina atraviesa la barrera hematoencefálica y penetra en el cerebro.
Cuando no se inhala el humo, la nicotina se absorbe más lentamente a través de las membranas mucosas de la boca. Lo mismo sucede cuando se toma el tabaco por vía bucal ("masticar" tabaco) o nasal (rapé).
De las aproximadamente 4000 sustancias que contiene el cigarrillo, solo la nicotina crea dependencia. Su efecto es funesto en el segmento ventral del mesencéfalo y en el nucleus accumbens del prosencéfalo, en las áreas que forman parte del sistema de recompensa. La nicotina, un análogo del neurotransmisor acetilcolina, se vincula aquí a los receptores colinérgicos nicotínicos (nAChR) de las neuronas, provocando así que éstas liberen abundante dopamina.
La causa de que la nicotina cree adicción está en que, aunque inicialmente las neuronas gabaérgicas a las que se acopla liberan el neurotransmisor ácido gamma-aminobutírico (GABA) que estimula la liberación de dopamina en las neuronas vecinas, si aquellas son sobreexcitadas por la nicotina, la secreción de dopamina se limita.
La consecuencia de lo anterior, a largo plazo, es que las células adaptan su bioquímica. Esto ocurre en dos fases: primero aumenta el número de receptores de nicotina, por lo que aumenta la secreción de dopamina; sin embargo, con el tiempo las neuronas reaccionan de forma menos inmediata e igual a la nicotina, por lo que las necesidades de ingerir mayores cantidades aumentan.

### Terapias
Se distinguen, básicamente, tres líneas terapéuticas en la lucha contra la adicción a la nicotina: la farmacológica, la terapia con nicotina alternativa al tabaquismo; y la terapia psicológica cognitivo-conductual. En todos los casos, se considera que el coadyuvante de la predisposición psicológica es esencial para conseguir superar la adicción.
La terapia farmacológica se lleva a cabo con el uso de medicamentos que imitan la molécula de la nicotina y que la sustituyen en la fijación en los receptores nerviosos; la sustancia activa bupropion es la más utilizada, además de la vareniclina y citisina (comercializada como "Tabex"), agonistas nicotínicos que se consumen en forma de pastilla. También se ha utilizado el antiepiléptico topiramato, que inhibe la transmisión de neurotransmisores excitatorios actuando sobre receptor de kainato. Todos estos medicamentos producen también los correspondientes efectos secundarios.
La terapia de administrar nicotina en dosis limitadas a través de medios alternativos (chicles, parches, pastillas e inhaladores) presenta el problema de su contraindicación para aquellos con problemas precisamente derivados del consumo de nicotina a través del tabaco e, incluso, la posibilidad de que, ella misma, cree adicción. Pero si se usan por plazos cortos de no más de 9 semanas los sustitutos de la nicotina fumada pueden ayudar a superar la abstinencia de los fumadores adictos que dejan de fumar. Se utilizan parches diariamente con una concentración constante de nicotina por 3 semanas y luego se van cambiando por otros de menor dosis de nicotina. Mientras tanto el cerebro aprende a funcionar sin nicotina y adquiere otros hábitos saludables. Que los parches liberen la nicotina en forma constante no genera adicción porque no hay pico de nicotina en sangre que es lo que refuerza el deseo de fumar (es lo que disfruta el fumador al prender un cigarrillo). Los sustitutos de nicotina bien utilizados, junto a otras estrategias para dejar de fumar, pueden ser muy efectivos y seguros.
La terapia psicológica cognitivo-conductual ha demostrado ser un abordaje eficaz para dejar de fumar. Puede utilizarse en solitario, con lo cual tiene la ventaja de no presentar ningún riesgo farmacológico, o bien combinada con los acercamientos anteriores. También el uso de psilocibina en el contexto de un tratamiento de terapia cognitivo conductual ha sido estudiado.

### Identificación química
La nicotina fue aislada por primera vez de la planta del tabaco en 1828 por Wilhelm Heinrich Posselt y Karl Ludwig Reimann en Alemania, quienes la consideraron un veneno. Su composición química la describió por primera vez Louis Melsens en 1843, y su estructura fue descubierta por Adolf Pinner y Richard Wolffenstein en 1893.

## Farmacodinámica
La nicotina se une selectivamente a los receptores de acetilcolina en los ganglios autonómicos, la corteza adrenal y el cerebro. Provoca en el sistema nervioso central un efecto estimulante sobre la vigilancia, alerta y rendimiento cognitivo (dosis bajas), y un efecto reforzador o de recompensa sobre el sistema límbico, mediado por la vía neuronal del placer (dosis elevadas). La administración intravenosa activa los sistemas neurohormonales, con liberación de acetilcolina, noradrenalina, dopamina, serotonina, vasopresina, beta
endorfina, hormona de crecimiento y ACTH. Los efectos cardiovasculares de la nicotina incluyen vasoconstricción periférica, taquicardia e hipertensión.

## Metabolismo de la nicotina
La nicotina se metaboliza en el hígado por medio del grupo de enzimas del citocromo P450 (CIP) (enzimas que tienen la función de eliminar sustancias que no son sintetizadas por el propio organismo), y se convierte en cotinina para eliminarse por la orina. En los seres humanos, del 70 al 80 % de la nicotina es metabolizada por el CYP2A6, del que se han identificado tres variantes: la normal CYP2A6*1, y otras dos asociadas con una actividad reducida de la enzima. La presencia de las variantes anormales entre los individuos fumadores es menos frecuente que entre los no fumadores. Aquellas personas con variantes anormales fuman menos cigarrillos al día y tienen más éxito en la deshabituación.
Existen por lo menos otros 3 metabolitos de la nicotina además de la nicotinina, nornicotina y aminocetonas. Sobre éstas se han hecho algunos estudios de las concentraciones en sangre y en sistema nervioso central. Se ha visto que la nicotina tiende a acumularse, al igual que la nornicotina.